# Unión por un Movimiento Popular
La Unión por un Movimiento Popular (UMP, en francés: Union pour un mouvement populaire) fue un partido político francés, llamado inicialmente Unión para la Mayoría Presidencial (Union pour la majorité présidentielle) para dar apoyo a la candidatura del presidente Jacques Chirac en las elecciones presidenciales de 2002.
Su líder era Jean-François Copé, quien se desempeñaba como secretario general y fue elegido en la Asamblea de la formación realizada en noviembre de 2012, sucediendo de esta manera al frente del partido al expresidente Nicolás Sarkozy.
Nicolas Sarkozy fue elegido presidente de Francia en 2007 y el partido poseía la mayoría absoluta en el Senado y también en la Asamblea Nacional. La mayoría fue perdida en 2011 en el Senado. Jean-François Copé es el secretario general del partido. El partido era miembro del Partido Popular Europeo, de la Internacional Demócrata de Centro, y también de la Unión Internacional Demócrata, foro de los partidos conservadores a escala mundial.
El partido fue oficialmente refundado como  Los Republicanos (en francés: Les Républicains) el 30 de mayo de 2015.

## Historia de la UMP

### Creación de la UMP
Fue creada el 23 de abril de 2002 para unir a las fuerzas de centro-derecha con el fin de dar apoyo a Chirac en su candidatura de presidente de la República Francesa (fin que consiguieron). El 23 de abril se llamó Union pour la Majorité Présidentielle ("Unión por la Mayoría Presidencial"), pero en su congreso fundador del 17 de noviembre de 2002 se cambió el nombre por Union pour un Mouvement Populaire (UMP, "Unión por un Movimiento Popular"). Los principales partidos que lo formaron (dejando de existir) fueron Agrupación por la República (RPR), de ideología gaullista, y Democracia Liberal (DL), de ideología liberal y algunos miembros de Unión para la Democracia Francesa (UDF), de ideología centrista, y el Partido Radical.

### Elecciones internas y presidentes del partido
El primer presidente de la UMP fue Alain Juppé, que dimitió el 16 de julio de 2004, debido a que fue condenado por la justicia en el asunto de los trabajos ficticios de la alcaldía de París.

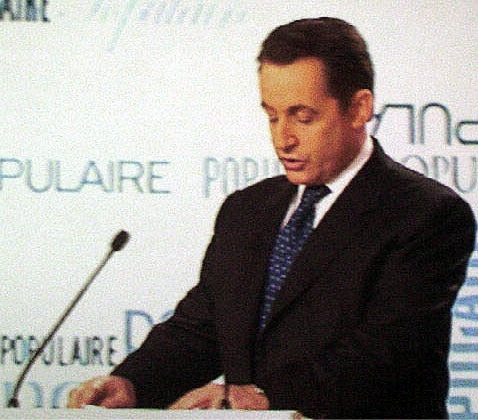
Sarkozy en el congreso de la UMP de 2004.

El 28 de noviembre de 2004, en el congreso de Bourget, Nicolas Sarkozy fue elegido presidente del movimiento, por delante de Christine Boutin, Nicolas Dupont-Aignan y François Grosdidier.
- Alain Juppé: Fundación - 16 de julio de 2004.
- Nicolas Sarkozy: 28 de noviembre de 2004 - actualidad.
- Desde el 14 de enero de 2007, el partido UMP apoya oficialmente a Nicolas Sarkozy, con más de 96 %, para las elecciones presidenciales de 2007.

## Organización interna actual

### Dirección nacional
- Secretario general: Laurent Wauquiez
- Secretarios generales adjuntos: Marc-Philippe Daubresse y Hervé Novelli
- Tesorero: Dominique Dord
- Consejeros políticos: François Baroin, Christine Boutin, Luc Chatel, Rachida Dati, Christian Estrosi, Laurent Henart, Christian Jacob, Fabienne Keller, Marc Laffineur, Gérard Longuet, Nadine Morano, Renaud Muselier, Hervé Novelli, Marie-Luce Penchard, Catherine Vautrin, Éric Woerth, Rama Yade, Chantal Jouanno, Laurent Wauquiez, Xavier Darcos, Dominique Bussereau, Patrick Ollier, Alain Joyandet, Roger Karoutchi, Michel Barnier

- Consejo nacional: Jean-Pierre Raffarin (vicepresidente), Brice Hortefeux, Michèle Alliot-Marie y Pierre Méhaignerie (vicepresidentes)

- Comisión nacional de investiduras: Jean-Claude Gaudin, presidente de la CNI francesa

## Resultados electorales

### Elecciones presidenciales
|  | 31.18 % |

|  | 53.06 % |

|  | 27.18 % |

|  | 48.36 % |

### Elecciones legislativas
|  | 33.30 % |

|  | 47.26 % |

|  | 39.54 % |

|  | 46.36 % |

|  | 27.12 % |

|  | 37.95 % |

a Respecto al resultado de RPR en 1997.